# Yoshiatsu Oiji
Yoshiatsu Oiji (japanisch 生地 慶充 Oiji Yoshiatsu; * 2. April 1998 in Tokio, Präfektur Tokio) ist ein japanischer Fußballspieler.

## Karriere
Oiji erlernte das Fußballspielen in der Jugendmannschaft vom FC Tokyo. Die U23-Mannschaft des Vereins spielte in der dritten Liga, der J3 League. Bereits als Jugendspieler absolvierte er 27 Drittligaspiele. Anschließend wechselte er in die Universitätsmannschaft der Universität Tsukuba. Seinen ersten Vertrag unterschrieb er am 1. Februar 2021 beim FC Gifu. Der Verein aus Gifu, einer Stadt in der Präfektur Gifu auf Honshū, spielte in der dritten japanischen Liga. Sein Profidebüt gab er am 14. März 2021 (1. Spieltag) im Heimspiel gegen Vanraure Hachinohe. Hier wurde er in der 70. Minute für Wataru Hashimoto eingewechselt.